# Streetcore
Streetcore – trzecia płyta zespołu The Mescaleros wydana 20 października 2003 przez firmę Hellcat Records.

## Lista utworów
1. Coma Girl
2. Get Down Moses
3. Long Shadow
4. Arms Aloft
5. Ramshackle Day Parade
6. Redemption Song
7. All In A Day
8. Burnin' Streets
9. Midnight Jam
10. Silver And Gold

## Muzycy
- Joe Strummer - wokal
- Martin Slattery - syntezatory, gitary, organy, tamburyn, pianino, melotron, perkusja, instrumenty perkusyjne, saksofon tenorowy, wokal
- Scott Shields - perkusja, gitary, gitara basowa, instrumenty perkusyjne, harmonijka, dzwonki, wokale
- Simon Stafford - gitara basowa, gitara, wiolonczela, wokale
- Luke Bullen - perkusja, konga, loopy
- Tymon Dogg - skrzypce

 Gościnnie:
- Josh Freese - perkusja
- Smokey Hormel - gitara
- Rick Rubin - pianino, producent
- Peter Stewart - wokale
- Benmont Tench - harmonia